# Roman Nowak

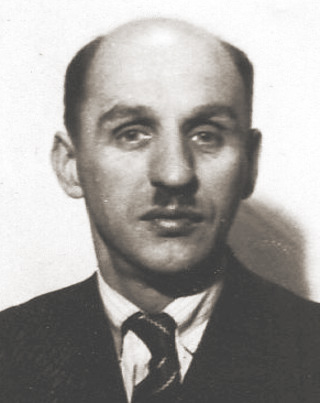
Roman Nowak (1956)

Roman Nowak (* 21. Juli 1900 in Chorzów; † 26. September 1980 in Chrzanów) war ein Politiker der Polnischen Vereinigten Arbeiterpartei PZPR (Polska Zjednoczona Partia Robotnicza) in der Volksrepublik Polen, der unter anderem zwischen 1952 und 1969 Mitglied des Sejm sowie zwischen Juli und Oktober 1956 Mitglied des Politbüros des Zentralkomitees der PZPR war. Er fungierte ferner von 1956 bis 1968 als Vorsitzender der Zentralen Parteikontrollkommission CKKP (Centralna Komisja Kontroli Partii).

## Leben

### Kommunistischer Funktionär, Emigration nach Bolivien und frühe Nachkriegsjahre
Roman Nowak, Sohn von Jan Nowak und dessen Frau Agata, absolvierte nach dem Schulbesuch von 1914 bis 1917 eine Berufsausbildung zum Lokführer in der Königshütte (Huta Królewska) in Chorzów und war anschließend zwischen 1917 und 1924 als Schlosser im Elektrizitätswerk Chorzów. Er beteiligte sich zwischen 1919 und 1921 an den Aufständen in Oberschlesien und wurde 1921 zunächst Mitglied der Kommunistischen Partei Oberschlesiens KPGS (Komunistyczna Partia Górnego Śląska) sowie 1921 Mitglied der Kommunistischen Partei Polens KPP (Komunistyczna Partia Polski). Darüber war er zwischen 1924 und 1931 Mitglied im Kommunistischen Verband der polnischen Jugend KZMP (Komunistyczny Związek Młodzieży Polski) und von 1925 bis 1937 als Parteisekretär in Schlesien und Warschau. 1938 wanderte er nach Bolivien aus und war dort als Techniker in einem Tennisverein sowie als Verwalter des Hotels Copacapana in La Paz beschäftigt. Darüber hinaus nahm er am Leben der Emigrantengemeinschaft teil und engagierte sich als Aktivist in der Polnischen Demokratischen Union, in der Slawischen Union, im Komitee für Hilfe für Polen sowie im Komitee für Hilfe für Sowjetrussland.
Im November 1946 kehrte Nowak nach Polen zurück und wurde Mitglied der Polnischen Arbeiterpartei PPR (Polska Partia Robotnicza), die am 5. Januar 1942 im Untergrund in Warschau gegründet wurde. Zu Beginn war er zwischen dem 13. November 1946 bis März 1947 Instrukteur in der Organisationsabteilung des PPR-Komitees in Katowice. Er wurde im Januar 1947 für die PPR auch Mitglied des Gesetzgebenden Sejm (Sejm Ustawodawczy) und gehörte diesem für den Wahlkreis Nr. 40 Kattowitz bis 1952 an. Er war in dieser Zeit Vize-Vorsitzender des Ausschusses für wiedererlangte Gebiete und Rückführungen sowie Mitglied des Präsidiums der PPR-Fraktion und der Ausschüsse für Wirtschaftsplanung und Haushalt sowie für Industrie. Am 1. März 1947 wurde er Zweiter Sekretär des Parteikomitees von Katowice und bekleidete diese Funktion bis Juni 1950. Außerdem wurde er im April 1947 Kandidat des ZK der PPR sowie auf dem I. (Gründungs-)Parteitag der Polnischen Vereinigten Arbeiterpartei PZPR (Polska Zjednoczona Partia Robotnicza) (15. bis 22. Dezember 1948) Kandidat des ZK der PZPR und behielt diese Funktion bis zum II. Parteitag (10. bis 17. März 1954). Des Weiteren übernahm er am 28. Juni 1950 den Posten als Erster Sekretär des PZPR-Komitees von Oppeln und hatte diesen bis 25. September 1956 inne.

### Sejm-Abgeordneter, Politbüromitglied und Polnischer Oktober 1956
Am 20. November 1952 wurde Roman Nowak erstmals für die PZPR Mitglied des Sejm und vertrat dort anfangs in der ersten Legislaturperiode bis zum 20. November 1956 den Wahlkreis Nr. 50 Oppeln sowie in der darauf folgenden zweiten Legislaturperiode zwischen dem 20. Februar 1957 und dem 17. Februar 1961 den Wahlkreis Nr. 82 Chorzów. In der ersten Legislaturperiode war er zwischen 1952 und 1956 Mitglied des Finanz- und Haushaltsausschusses sowie des Sonderausschusses zur Prüfung von Gesetzentwürfen im Zusammenhang mit der Reform der Verwaltungsgliederung der Dörfer und Wahlen zu Nationalräten. In der zweiten Legislaturperiode war er von 1957 bis 1961 Mitglied des Mandats- und Geschäftsordnungsausschusses und des Justizausschusses sowie darüber hinaus auch Mitglied des Präsidiums der PZPR-Fraktion. Außerdem wurde er auf dem II. Parteitag (10. bis 17. März 1954) erstmals Mitglied des ZK der PZPR und gehörte diesem Führungsgremium der Partei nach seinen Bestätigungen auf dem III. Parteitag (10. bis 19. März 1959) und auf dem IV. Parteitag (15. bis 20. Juni 1964) bis zum V. Parteitag (11. bis 16. November 1968) an.
Auf einem ZK-Plenum wurde Nowak am 28. Juli 1956 schließlich Mitglied des Politbüros des ZK. er gehörte diesem obersten Führungsgremium der Partei allerdings nur wenige Monate bis zum 21. Oktober 1956 an. Während der Zeit des Polnischen Oktober 1956 gehörte Roman Nowak im Machtkampf innerhalb der PZPR der nach einem Komplex modernistischer Mietshäuser in der Ul. Puławska 24 und 26 in Warschau benannten „Pulawy“-Gruppe (Puławianie) unter Führung von Roman Zambrowski und Leon Kasman an, die hauptsächlich aus Intellektuellen und Aktivisten bestand, die im ersten Jahrzehnt Volkspolens aktiv waren. Die Pulawy-Fraktion stand in Opposition zur Natolin-Fraktion um Zenon Nowak, Wiktor Kłosiewicz, Hilary Chełchowski, Aleksander Zawadzki, Władysław Kruczek, Władysław Dworakowski, Kazimierz Mijal, Franciszek Mazur, Bolesław Rumiński, Franciszek Jóźwiak und Stanisław Łapot, die gegen die Liberalisierung des kommunistischen Systems war, und die nationalistische und antisemitische Parolen proklamierte, um in der PZPR an die Macht zu kommen.

### Vorsitzender der Zentralen Parteikontrollkommission und Mitglied des Staatsrates

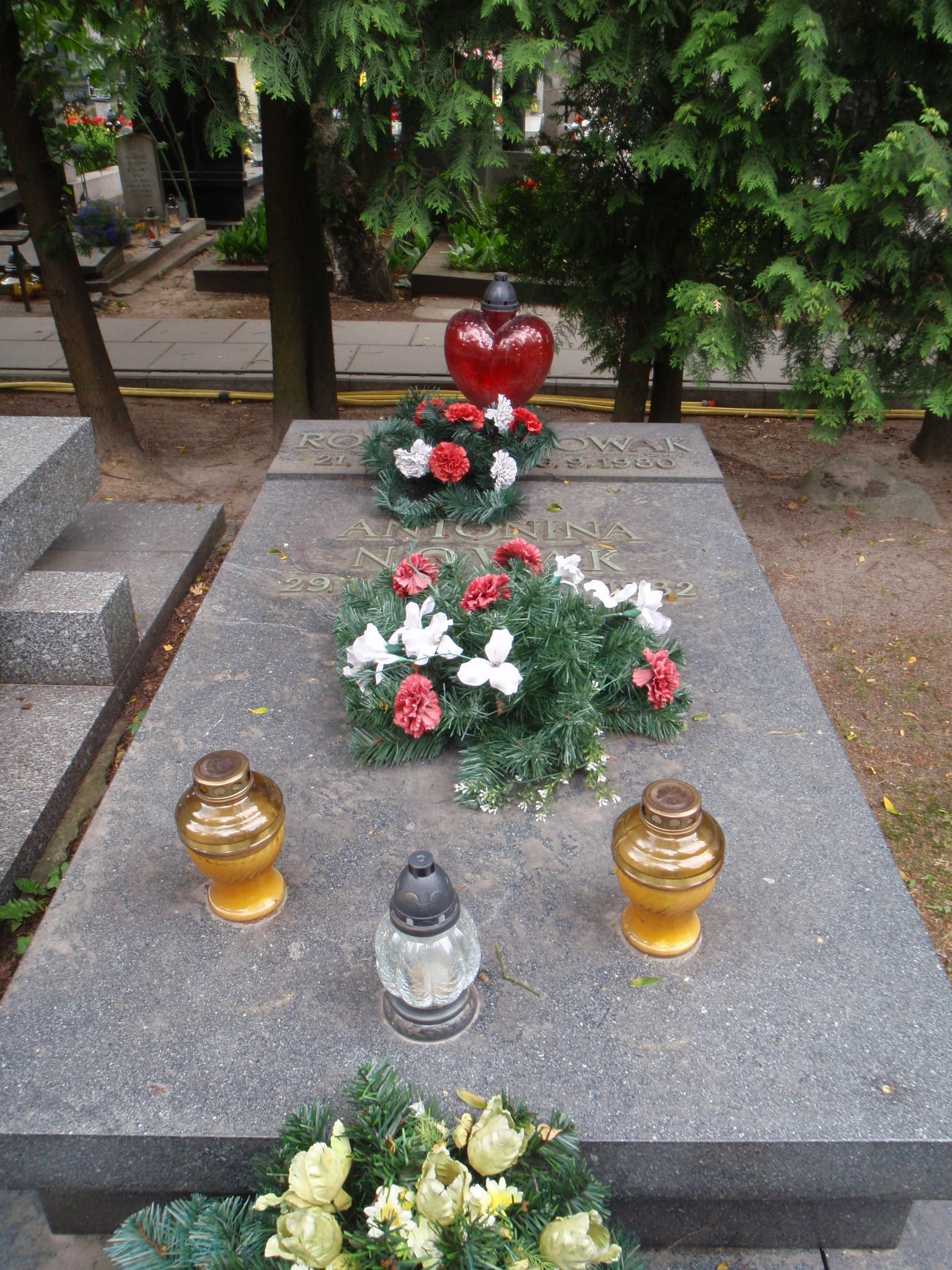
Grabstätte auf dem Warschauer Powązki-Militärfriedhof

Auch wenn Nowak seinen Sitz im Politbüro verloren hatte, übernahm er am 28. Juli 1956 den Posten als Vorsitzender der Zentralen Parteikontrollkommission CKKP (Centralna Komisja Kontroli Partii), die unter anderem für den Ausschluss aus der Partei sowie für die Verhängung von weiteren Parteistrafen war. Er bekleidete diese Funktion mehr als zwölf Jahre lang bis zum V. Parteitag (11. bis 16. November 1968). Außerdem wurde er am 20. Februar 1957 auch Mitglied des Staatsrates (Rada Państwa), des kollektiven Staatsoberhaupts der Volksrepublik Polen, und gehörte diesem bis zum 27. Juni 1969 an.
Er wurde am 15. Mai 1961 wieder Mitglied des Sejm und vertrat dort in der dritten Legislaturperiode bis zum 31. März 1965 sowie in der darauf folgenden vierten Legislaturperiode zwischen dem 24. Juni 1965 und dem 29. April 1969 den Wahlkreis 55 Nysa. Er war zwischen 1961 und 1969 weiterhin Mitglied des Mandats- und Geschäftsordnungsausschusses und Mitglied des Präsidiums der PZPR-Fraktion sowie nunmehr auch Mitglied des Innenausschusses.
Für seine langjährigen Verdienste in der Volksrepublik Polen wurde Roman Nowak mehrfach ausgezeichnet und erhielt unter anderem den Orden Erbauer Volkspolens (Order Budowniczych Polski Ludowej), den Orden des Banners der Arbeit (Order Sztandaru Pracy) Erster Klasse und Zweiter Klasse, das Schlesische Aufstandskreuz (Śląski Krzyż Powstańczy) sowie die Medaille zum 10. Jahrestag von Volkspolen (Medal 10-lecia Polski Ludowej). Er wurde nach seinem Tode auf dem Warschauer Powązki-Militärfriedhof beigesetzt.